# Carex ballsii
Espèce
Classification phylogénétique
Carex ballsii est une espèce de plantes du genre Carex et de la famille des Cyperaceae.